# 公車 (漢朝)
公車，漢朝時皇宮接待臣民的機構，設有公車令（公車司馬令），負責警備司馬門和夜間宮中的巡邏、接待臣民給皇帝的上書。

## 另見
- 公車上書